# Xysticus martensi
Xysticus martensi là một loài nhện trong họ Thomisidae.
Loài này thuộc chi Xysticus. Xysticus martensi được Hirotsugu Ono miêu tả năm 1978.